# Resolució 1899 del Consell de Seguretat de les Nacions Unides
La Resolució 1899 del Consell de Seguretat de les Nacions Unides fou adoptada per unanimitat el 16 de desembre de 2009. Després de considerar un informe del Secretari General Ban Ki-moon sobre la Força de les Nacions Unides d'Observació de la Separació (UNDOF) i reafirmant la Resolució 1308 (2000), el Consell va prorrogar el seu mandat durant sis mesos més fins al 30 de juny de 2010.
La resolució va demanar a les parts implicades que implementessin immediatament la Resolució 338 (1973) i demanaven al Secretari General que presentés un informe sobre la situació al final d'aquest període.
L'informe del Secretari General, de conformitat amb la resolució anterior sobre la UNDOF, va dir que la situació entre Israel i Síria havia romàs tranquil·la i que fins i tot Israel havia iniciat converses de pau, tot i que la situació a l'Orient Mitjà es mantindria com a perillosa fins que es pogués arribar a un acord global. I encoratja a les parts a reprendre les converses indirectes de pau iniciades sota els auspicis de Turquia i orientades a una pau global, d'acord amb el mandat de la Conferència de Madrid.